# Nižná Jablonka
Nižná Jablonka és un poble i municipi d'Eslovàquia. Es troba a la regió de Prešov, al nord del país.

## Història
La primera referència escrita de la vila data del 1436.

## Demografia
| Godina             | 1994 | 2004   | 2014   | 2024    |
| ------------------ | ---- | ------ | ------ | ------- |
| Nombre de persones | 183  | 177    | 186    | 138     |
| Diferència         |      | −3,27% | +5,08% | −25,80% |

| Godina             | 2023 | 2024   |
| ------------------ | ---- | ------ |
| Nombre de persones | 136  | 138    |
| Diferència         |      | +1,47% |